# Sherborne (Gloucestershire)
Sherborne – wieś w Anglii, w hrabstwie Gloucestershire, w dystrykcie Cotswold. Leży 35 km na wschód od miasta Gloucester i 118 km na zachód od Londynu.